# 小行星90817
小行星90817（90817 Doylehall）是一颗绕太阳运转的小行星，为主小行星带小行星。该小行星于1995年9月1日发现。
該小行星以美國天文學家道爾·霍爾（Doyle Hall）命名。

## 轨道参数
小行星90817的轨道半长轴为2.7059336 UA，离心率为0.133。